# Грађански рат у Јужном Судану
Јужносудански грађански рат био је сукоб у Јужном Судану између снага владе и опозиционих снага.
Децембра 2013. године почела се водити политичка борба за моћ између председника Салве Кира Мајардита и његовог бившег заменика Рика Мачара. Председник Кир је оптужио господина Мачара и десет других особа за покушај државног удара. Мачар је негирао оптужбе за покретање државног удара, напустио државу и позвао Кира да поднесе оставку. Избио је сукоб између Народног покрета за ослобођење Судана (SPLM) и Народног покрета за ослобођење Судана у опозицији (SPLM-IO); покренут је грађански рат. Угандске трупе су распоређене да се боре уз снаге Јужносуданске владе против побуњеника. У јануару 2014. године, постигнут је први договор о прекиду ватре. Убијање се и даље наставило, а уследило је још неколико договора о прекиду ватре који се нису испоштовали. Преговоре је водила Међувладина управа за развој (IGAD +), која броји осам регионалних земаља-чланица и такође укључује Афричку унију, Уједињене нације, Кину, Европску унију, Сједињене Америчке Државе, Уједињено Краљевство и Норвешку. Мировни споразум познат под именом „Компромисни мировни споразум” (енгл. Compromise Peace Agreement) био је потписан у Етиопији августа 2015. године, након претњи санкцијама од стране Уједињених нација за обе стране укључене у сукоб. Мачар се вратио у Џубу 2016. године и био је именован за потпредседника. Након друге ескалације сукоба у Џуби, Мачар је поново побегао; био је у самонаметнутом егзилу у Судану.
Процењује се да је чак 300.000 људи убијено у току грађанског рата, укључујући неколико великих злочина попут масакра у Бентијуу 2014. године. Иако су обојица главних вођа у сукобу имала људе који су их подржавали широм Јужног Судана и независно од линија етничке поделе у овој земљи, уследеле борбе су имале етничког призвука. Етничка група Динке која је била на страни Кира је оптужена за напад на друге етничке групе, док је етничка група Нуера који су подржавали Мачара оптужена за напад на Динке. Због последица сукоба, скоро 2.000.000 људи је расељено на територији Јужног Судана, док је више од 400.000 људи избегло у суседне државе — нарочито Кенију, Судан и Уганду.

## Позадина
Војни сукоб у Јужном Судану 2013. је био политичка и војна криза која је задесила државу због побуне припадника народа Нуер.
Војници лојални бившем потпредседнику Рику Мачару покушали су да изведу државни удар 14. децембра у главном граду Џуби.
Снаге лојалне председнику Салви Киру Мајардиту спречиле су овај покушај што је довело до ескалације сукоба између зараћених припадника народа Динке и Нуер, тј. између присталица председника Кира и некадашњег потпредседника Мачара.

## Хуманитарно стање
Сукоб се проширио на седам од десет држава Јужног Судана (Џонглеј, Источна и Централна Екваторија, Ел Вахда и Вараб, Ел Бухајрат, Горњи Нил).
Око 95.000 људи је расељено из својих домова од 15. децембра, а преко 55.000 је у избеглиштву. У Џуби је око 20.000 породица смештено у кампу Унмиса, а у Бору око 17.000. Велики број људи расељен је и у градовима Малакал и Бентију (10.000 и 8.000).
Велики број избеглица из Џубе прешао је у суседне државе — Уганду и Кенију. Сукоби између различитих војних групација су најинтензивнији у Џонглеју у околини града Бора.